# Meganoton joachimi
Meganoton joachimi är en fjärilsart som beskrevs av Clark 1926. Meganoton joachimi ingår i släktet Meganoton och familjen svärmare. Inga underarter finns listade i Catalogue of Life.